# التهاب اللثة كعرض للأمراض الجهازية
التهاب اللثة كعرض للأمراض الجهازية هو واحد من سبع فئات من التهاب اللثة كما حددته الأكاديمية الأمريكية لعلم اللثة نظام في تصنيف عام 1999. وقد تم ربط ما لا يقل عن 16 مرض جهازي مه الالتهاب اللثة. وترتبط هذه الأمراض الجهازية بأمراض اللثة لأنها تسهم عمومًا في انخفاض مقاومة المضيف للعدوى أو اختلال وظيفي في النسيج الضام للثة، مما يزيد من قابلية المريض للتلف الناجم عن الالتهاب.
لا ينبغي الخلط بين هذه الالتهابات اللثوية الثانوية عن طريق الحالات الأخرى التي تم فيها الكشف عن ارتباط وبائي مع التهاب اللثة، ولكن لم يتم إثبات أي علاقة سببية بعد. مثال على تلك الأمراض، هو أمراض القلب التاجية والأمراض الدماغية الوعائية و ضعف الانتصاب (العنانة).

## الحالات المرتبطة بالتهاب اللثة
- داء السكري
  - تشير الأدلة الأخيرة إلى أن، المصابون بمرض السكري، والذين لديهم اختلال الجلوكوز الصومي لديهم درجة أعلى من التهاب اللثة.[6]
- أمراض الدم:
  - قلة الخلايا المتعادلة
  - اللوكيميا (ابيضاض الدم)

بالنسبة لأولئك المرضى الذين يعانون من التهاب اللثة باعتباره مظهرًا من مظاهر الاضطرابات الدموية، تكون المتابعة الدورية مع الطبيب المريض مفيدة للعلاج اللثة. وينبغي تجنب العلاج خلال فترات تفاقم الأورام الخبيثة أو خلال المراحل النشطة من العلاج الكيميائي، ويمكن النظر في العلاج المضاد للميكروبات عندما يستلزم إعطاء علاج عاجل عندما يكون تعدادات كريات الدم البيضاء منخفضًا.
- الأمراض الوراثية:
  - قلة العدلات الدورية
  - متلازمة داون
  - اضطراب نقص التصاق الكريات البيض
  - متلازمة بابيلون-ليفيفر
  - متلازمة شدياق-هيغاشي
  - داء خلية لانغرهانس ومتلازمات كثرة المنسجات
  - داء اختزان الغلايكوجين
  - الورم الحبيبي المزمن
  - ندرة المحببات الوراثية للأطفال
  - متلازمة كوهين
  - متلازمة إهلرز-دانلوس (النوعان الرابع والثامن)
  - نقص الفسفاتاز
  - مرض كرون وداء الأمعاء الالتهابي
  - متلازمة مارفان
  - متلازمة كلاينفيلتر